# Zwalm
Zwalm è un comune belga di 8 070 abitanti, situato nella provincia fiamminga delle Fiandre Orientali.